# Bazordan
Bazordan – miejscowość i gmina we Francji, w regionie Oksytania, w departamencie Pireneje Wysokie.
Według danych na rok 1990 gminę zamieszkiwały 162 osoby, a gęstość zaludnienia wynosiła 18 osób/km² (wśród 3020 gmin regionu Midi-Pireneje Bazordan plasuje się na 901. miejscu pod względem liczby ludności, natomiast pod względem powierzchni na miejscu 1166.).